# Ірано-оманські відносини
Ірано-оманські відносини — двосторонні дипломатичні відносини між Іраном та Оманом. 

## Історія
У 1960-х і 1970-х Іран надав військову допомогу Оману під час повстання в Дофарі.
Під час Ірано-іракської війни (1980-1988) Іран та Ірак таємно провели переговори в Маскаті щодо підписання угоди про припинення вогню. Незважаючи на те, що угода не була підписана, переговори спричинили зменшення недовіри між сторонами.
Після 1988 Оман виступав посередником для відновлення дипломатичних відносин між Іраном і Великобританією, Іраном і Саудівською Аравією.
В останні десятиліття традиційно добрі відносини Омана з Іраном були дещо зіпсовані через випадки іранських атак на нафтові танкери в Перській затоці та розміщення Іраном ракетних пускових установок китайського виробництва HY-2 біля берегів Ормузької протоки. У відповідь Султанат Оман посилив свою військову присутність у мухафазі Мусандам, яка розташована всього за шістдесят кілометрів від території Ірану. Хоча Іран і не виявляє ворожості, він є стратегічною загрозою номер один для Оману. Уряд Оману вважає, що загроза конфронтації з Іраном може бути знижена шляхом дипломатичних переговорів. З цієї причини уряд Омана намагається проводити збалансовану зовнішню політику у своїх відносинах із США та Іраном. Міністерство закордонних справ Омана робило заяву, що Султанат сподівається на прямі переговори Вашингтона з Тегераном, що допомогло б розв'язати кризу щодо ядерної програми Ірану. Оман наголошував, що не має підстав сумніватися в заявах Ірану в тому, що його ядерна програма має суто громадянську спрямованість.
У Омана склалися найміцніші відносини з Іраном з усіх держав Ради співробітництва арабських держав Перської затоки, оскільки він намагається уникати прямої протидії своєму великому сусідові на півночі. Офіційні особи Оману здійснюють візити до Ірану, а поліція та збройні сили Омана підтримують відкриті канали зв'язку зі своїми іранськими колегами з питань, що становлять взаємний інтерес, таких як припинення незаконної еміграції, боротьба з контрабандою та незаконним розповсюдженням наркотичних засобів.
Іран ретельно контролює поїздки своїх громадян до Оману.
Загалом двостороння співпраця між країнами має обмежений характер, а економічні та комерційні зв'язки мінімальні. Проте є ознаки того, що країни намагаються зміцнити свої двосторонні відносини. Іран прагне збільшити туризм, торгівлю та інвестиції з Оманом, а також налагодити військові зв'язки із цією країною. Уряд Оману реагує на ці ініціативи позитивно, хоч і з обережністю.

## Торгівля
У перші 9 місяців 2017 обсяг товарообігу між країнами становив суму близько 390 млн. доларів США. Іран експортував до Оману понад 700 000 тонн заліза і стали на суму 200 млн. доларів США. Решта експорту Ірану в Оман: смола, мідний катод, нафтохімічні продукти, продукти харчування, фрукти, овочі та будівельні матеріали.
Іран є 11-м за величиною торговим партнером Оману. Товарообіг між країнами продемонстрував суттєве зростання в 2013-2016: зі 148 млн. доларів США до 540 млн. доларів США.